# Schermbeeke
Die Schermbeeke ist ein ca. 9,5 km langes Fließgewässer im Landkreis Schaumburg in Niedersachsen und im Kreis Minden-Lübbecke in Nordrhein-Westfalen. Sie ist ein linker Nebenfluss der Bückeburger Aue.

## Geographie

### Verlauf
Die Quelle der Schermbeeke liegt auf niedersächsischem Gebiet westlich von Schermbeck, einem Ortsteil der Gemeinde Luhden, unweit der südlich verlaufenden A 2 und unweit der nordwestlich verlaufenden Landesgrenze zu Nordrhein-Westfalen. Nördlich erstreckt sich das rund 9 ha große Naturschutzgebiet Heineberg und südlich das 452 ha große Naturschutzgebiet Kamm des Wesergebirges. 
Die Schermbeeke beginnt ihren Lauf als Grenzfluss, der zunächst in nordöstlicher Richtung fließt, dann nordöstlich und nördlich von Barksen in nordwestlicher Richtung parallel zur B 83. Sie unterquert die Landesstraße L 441 (= L 866 in Nordrhein-Westfalen) und fließt dann auf nordrhein-westfälischem Gebiet weiter parallel zur B 83, unterquert diese und erreicht mit der Stadt Bückeburg wieder niedersächsisches Gebiet. Sie fließt durch das 36 ha große Naturschutzgebiet Hofwiesenteiche, mündet in die Schlossgraft und fließt als Schlossbach weiter in nördlicher Richtung. Sie unterquert die B 65 und mündet östlich des 65 ha großen Naturschutzgebietes Bückeburger Niederung in die Bückeburger Aue.

### Zuflüsse und Seen
Von der Quelle zur Mündung. Auswahl.
- Schölbeeke, von rechts südlich von Bückeburg
- Mühlenbach, von links aus Kleinbremen
- Dornbach, von links wenige Schritte danach
- Passiert die Hofwiesenteiche
- Mündet in die Schlossgraft in Bückeburg, Wiederausfluss als Schlossbach
- Maulbeeke, von rechts nach Bückeburg und der B 65